# Hermelijn (dier)
De hermelijn (Mustela erminea) is een klein zoogdier uit de familie van de marterachtigen (Mustelidae). De wetenschappelijke naam van de soort werd in 1758 gepubliceerd door Carl Linnaeus in de tiende editie van Systema naturae.

## Kenmerken
De hermelijn is familie van de wezel en lijkt er veel op, maar de hermelijn is zwaarder. Hij heeft een langgerekt lichaam.
De hermelijn heeft een zomer- en een wintervacht. In de zomer is de vacht roodachtig bruin of kastanjebruin, met een gelig witte buikzijde en zwarte staartpunt, in de winter is ze wit. In het noorden van het verspreidingsgebied wordt de vacht geheel wit (met uitzondering van het zwarte staartpuntje), maar in zuidelijker gelegen gebieden wordt ze slechts gedeeltelijk wit. In vroegere tijden werden de wintervachten van hermelijnen massaal verwerkt in de bontafzettingen van koningsmantels, vandaar de overdadige zwarte stippen daarop.
Het dier kan 16 tot 31 centimeter lang worden, met een staartlengte van 9,5 tot 14 centimeter en een gewicht van 90 tot 445 gram. Mannetjes zijn veel groter dan vrouwtjes. De kop-romplengte van een mannetje is gemiddeld 297 millimeter, de staartlengte 117 millimeter en het lichaamsgewicht is 200 tot 445 gram. Het vrouwtje heeft een kop-romplengte van 264 millimeter, met een staartlengte van 110 millimeter en een gewicht van 140 tot 280 gram. Noordelijke populaties zijn kleiner van formaat.

## Gedrag
De hermelijn is zowel overdag als 's nachts actief, met rustpauzes tussendoor. Het is een carnivoor, die voornamelijk op knaagdieren als woelmuizen jaagt. Ook vogels en haasachtigen (die groter zijn dan hijzelf) worden gedood. Mannetjes doden grotere prooidieren dan vrouwtjes. De prooidieren worden met een beet in de nek gedood. Typisch gedrag van de hermelijn is het kegelen waarbij het dier op de achterpoten zittend het lichaam omhoog strekt om het gebied te overzien.

## Voortplanting

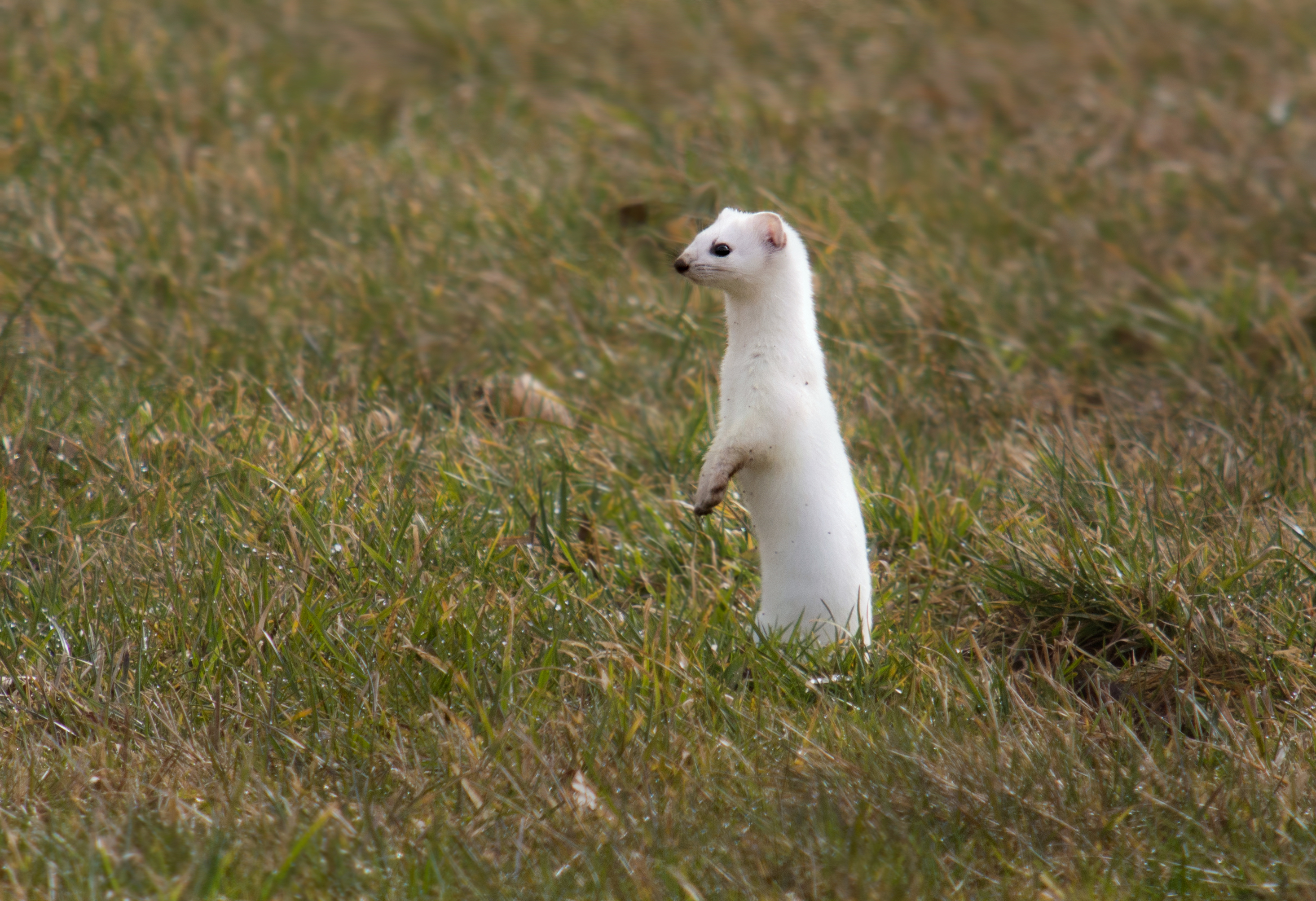
Hermelijn in wintervacht in het Natuurreservaat Holzwarchetal (België)

De paartijd valt in mei en juni. Tijdens de paartijd gaat het mannetje zwerven. Zijn woongebied overlapt dan enkele territoria van vrouwtjes. De draagtijd wordt met 280 dagen verlengd, en pas in maart komt het embryo tot ontwikkeling, waarna de eigenlijke draagtijd 21 tot 28 dagen duurt.
Ze leven solitair in territoria. Binnen een territorium bevinden zich twee tot tien nesten. Hermelijnen gebruiken een holle boom, een ruimte tussen rotsen of een verlaten hol als nest. De verlaten holen kunnen van prooidieren zijn. Het nest wordt bedekt met de vacht van knaagdieren.
In april en mei worden vijf tot twaalf jongen geboren. De jongen zijn blind en doof, maar zijn al bedekt met een bleke, pluizige vacht. Een donkerbruine maan groeit op de nek. Als de moeder de jongen verplaatst, grijpt ze de jongen in deze maan. Na vier weken krijgen ze hun eerste prooi en ze worden gespeend na vijf weken. Na twaalf weken kunnen de jongen goed jagen. Rond deze tijd zijn ze onafhankelijk.
Na een jaar zijn de mannetjes geslachtsrijp, vrouwtjes al na vijf weken. In juli en augustus verlaten de jongen het nest. Mannetjes trekken verder weg dan vrouwtjes.
Volwassen mannetjes paren soms met jonge vrouwtjes, die nog niet gespeend zijn. Deze vrouwtjes zijn praktisch hun gehele kindertijd drachtig.
Hermelijnen kunnen tien jaar oud worden, maar gemiddeld worden ze slechts anderhalf jaar oud.

## Verspreiding en leefgebied
De hermelijn komt voor in heel Alaska en Canada, het westen en noordoosten van de Verenigde Staten, Europa en Noord-Azië, zuidwaarts tot de Kaukasus, de Himalaya en Japan. Hij is ingevoerd in Nieuw-Zeeland. Hij komt in alle biotopen voor, zolang er voldoende bedekking is om in te schuilen. Hij is dus te vinden van de kust tot de bergen, in moerasgebieden en in weilanden.
Kleine marterachtigen zoals de bunzing, hermelijn en wezel zijn beschermde diersoorten in Nederland.

## Afbeeldingen

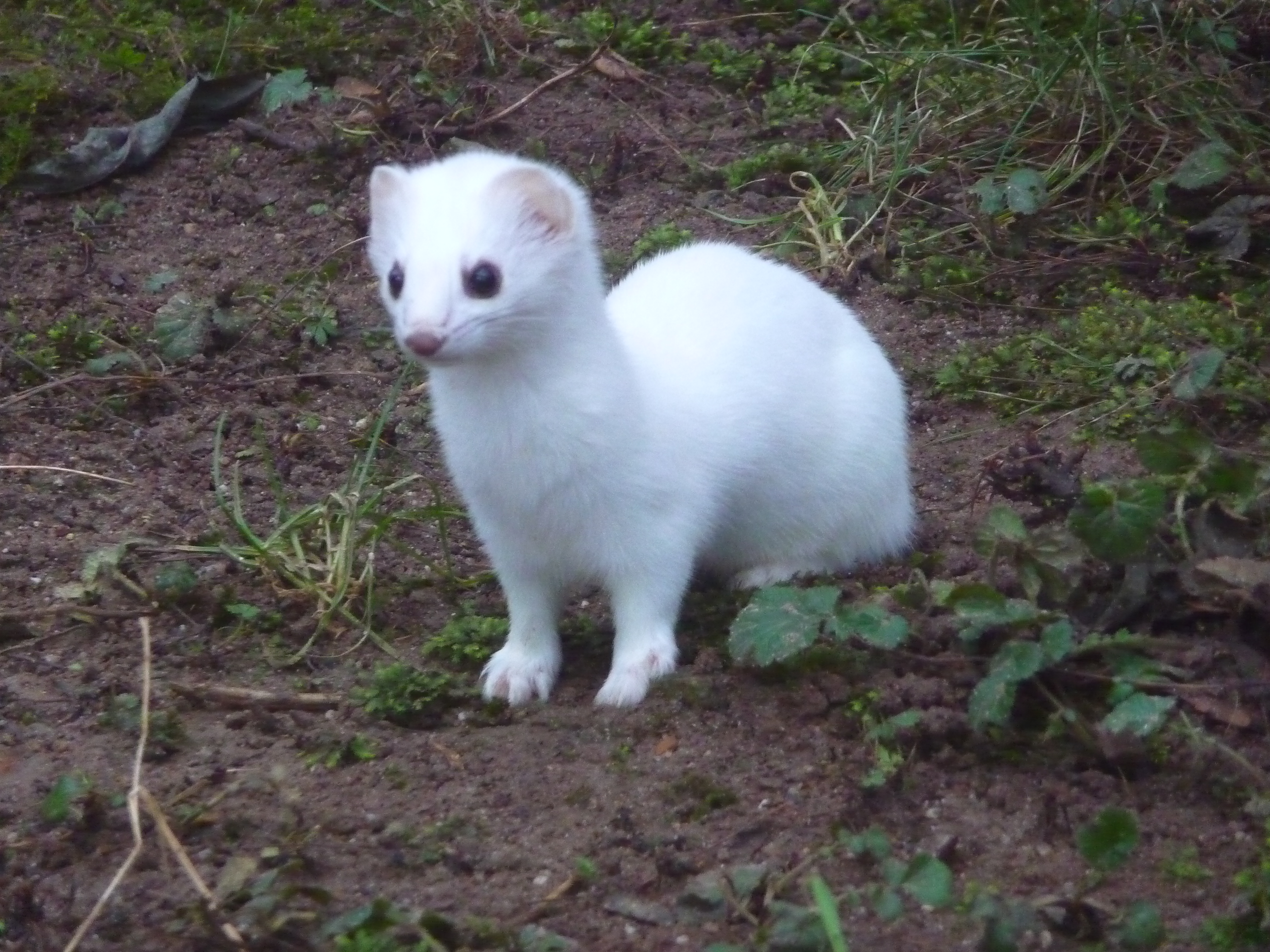
Hermelijn in wintervacht
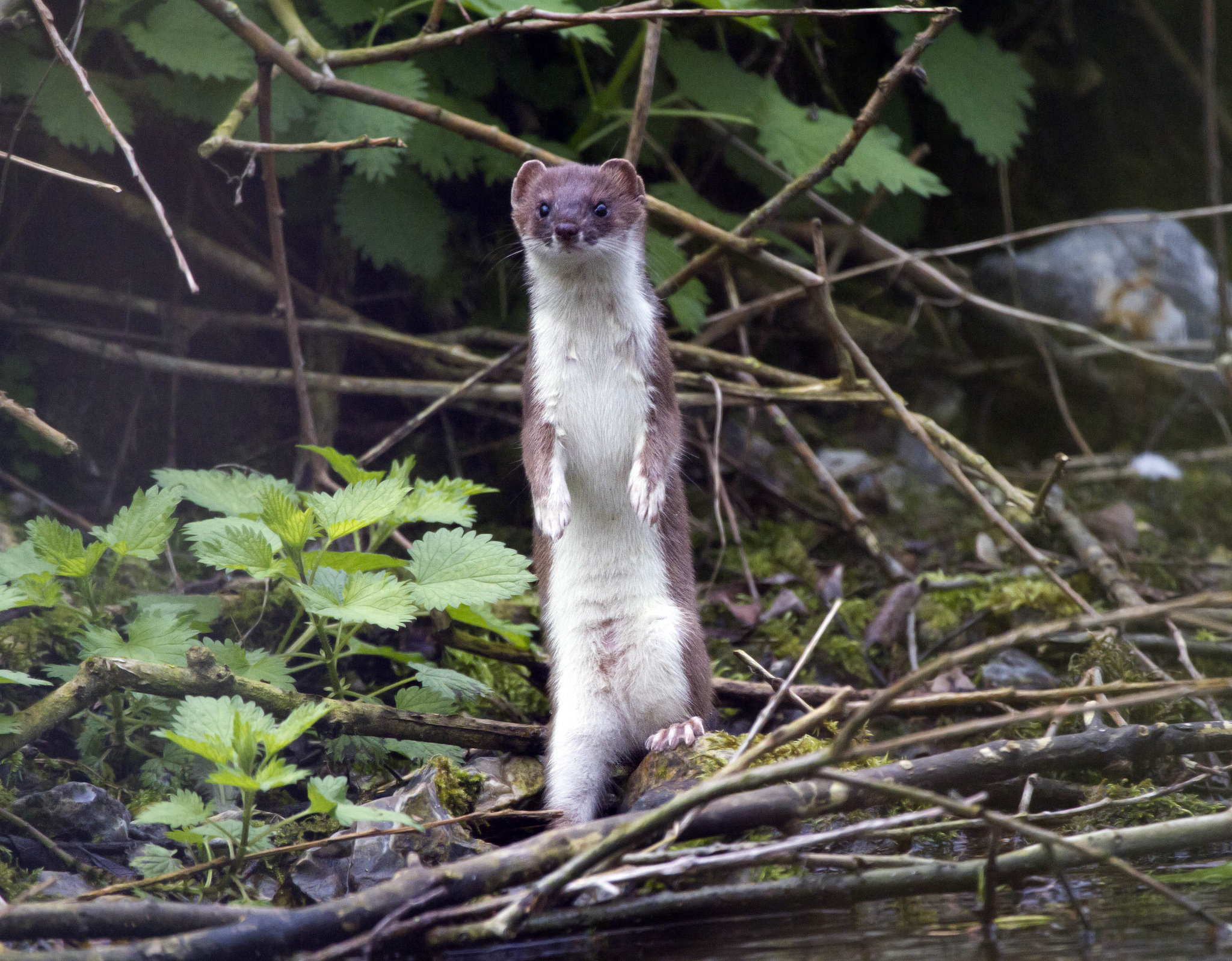
Hermelijn in zomervacht in Engeland
Hermelijn in zomervacht
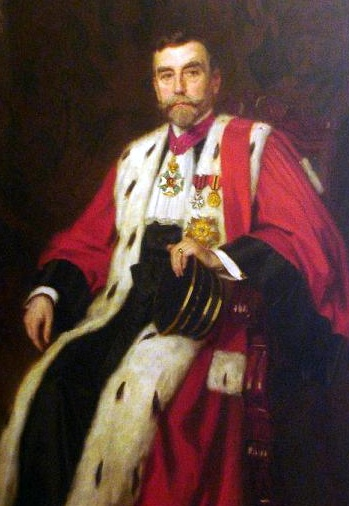
Koningsmantel met hermelijn
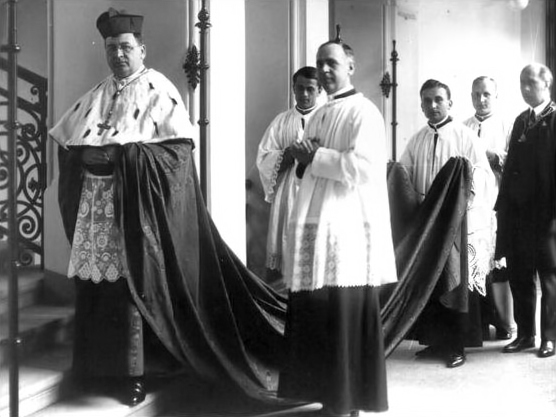
Mozetta uit hermelijn